# Inkerman
Inkerman (ukrajinsky Інкерман, rusky Инкерман, krymskou tatarštinou İnkerman) je město na Krymu, sporném území považovaném za část Ukrajiny, ale ovládaném od Krymské krize Ruskem. Leží na březích řeky Čorna u jejího ústí a zhruba 5 kilometrů východně od Sevastopolu, pod který správně spadá. V roce 2004 měl zhruba 10 tisíc obyvatel.

## Dějiny
V roce 1854 při bojích Krymské války byly u města svedeny dvě bitvy: bitva u Inkermanu a bitva na řece Čorna.
V letech 1976–1991 se Inkerman jmenoval Bělokamensk (rusky Белокаменск) respektive Bilokamjansk (ukrajinsky Білокам'янськ).